# Jody Byrne
Joseph Byrne detto Jody (Dublino, 30 aprile 1963) è un ex calciatore irlandese, di ruolo portiere.

## Carriera
Vanta oltre 400 presenze nella massima serie irlandese, in particolare con lo Shamrock Rovers con il quale vinse quattro titoli nazionali consecutivi fra il 1983 e il 1987. Ha inoltre al suo attivo una rete, segnata durante la sua militanza nello Shelbourne, nella stagione 1993-1994. Con queste due squadre ha anche disputato 14 gare valevoli per le coppe europee, di cui otto in Coppa dei Campioni.

## Palmarès
- Campionato irlandese: 7

Dundalk: 1981-1982, 1994-1995
Shamrock Rovers: 1983-1984, 1984-1985, 1985-1986, 1986-1987
Shelbourne: 1991-1992
- Coppa d'Irlanda: 3

Shamrock Rovers: 1984-1985, 1985-1986, 1986-1987
Shelbourne: 1992-1993